# Трофей (добыча)

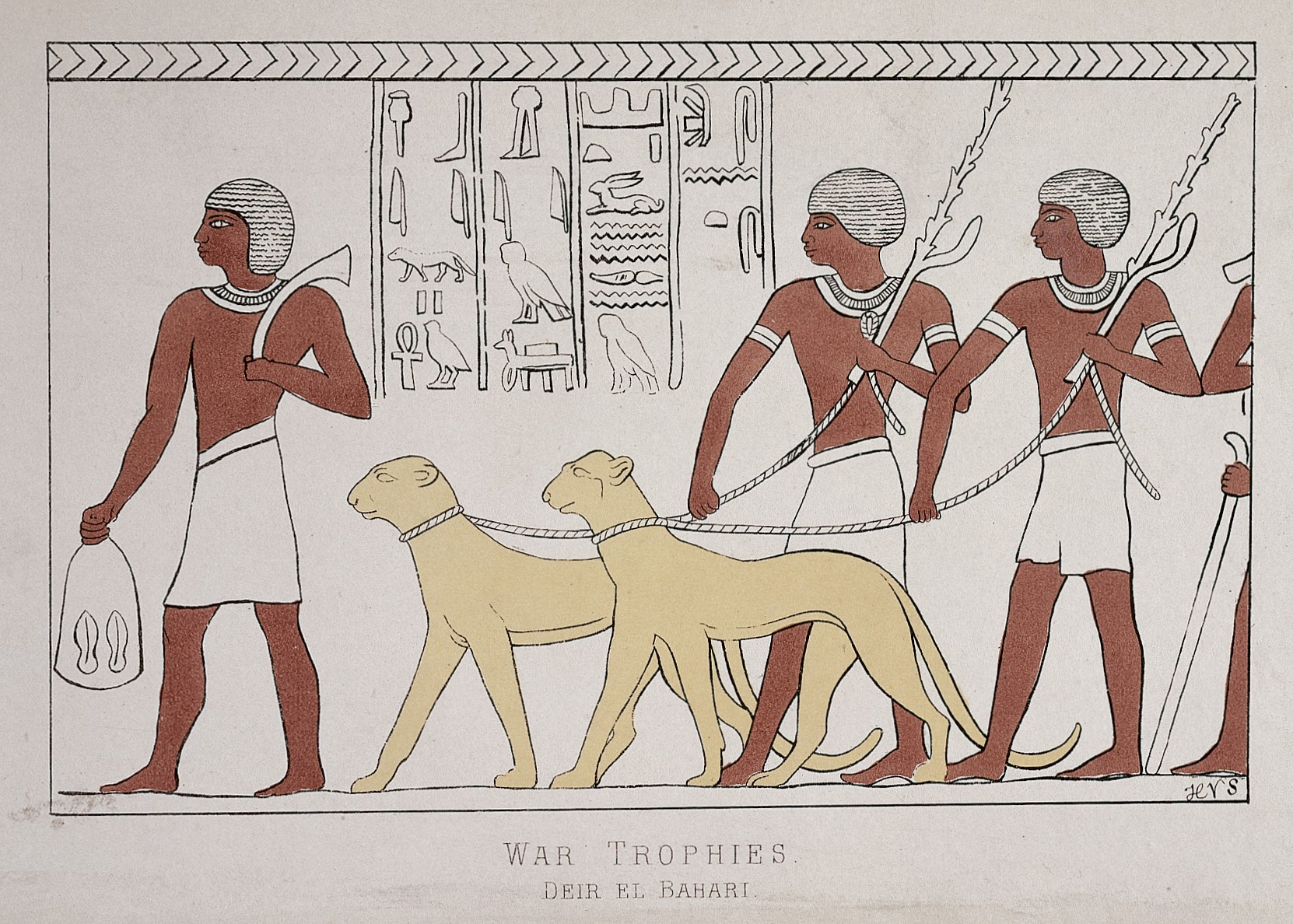
«Военные трофеи» — древнеегипетская рельефная живопись на стене Храма Хатшепсут в Луксоре

Трофе́й (греч. τρόπαιον, от τροπή «поворот, обращение врагов в бегство», лат.  tropaeum, trophaeum) — добыча, захваченная при победе над неприятелем; знак, символ победы.
Виды трофеев:
- живая сила армии;
- материальные трофеи (действующее военное имущество противника, например, вооружение, военная техника, боеприпасы);
- воинские символы — знамёна, штандарты и др. (символизируют разгром воинских частей и соединений противника, выставляются на выставках, в музеях и др.).

Иногда (например, в случае тактических неудач) трофеи возвращались — военнопленные освобождались, а орудия и т. п., если была возможность, выводились из строя.

## Военная добыча

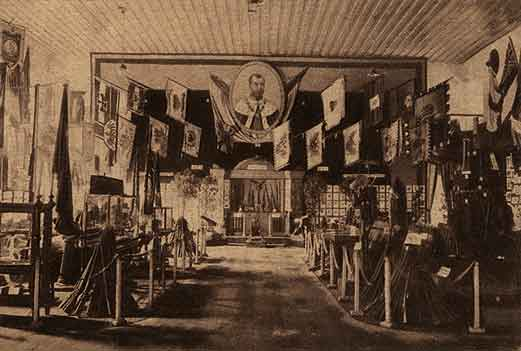
Первая мировая война, «Выставка войны — Наши трофеи», Императорское Общество ревнителей истории. Экспонируются знамёна и оружие

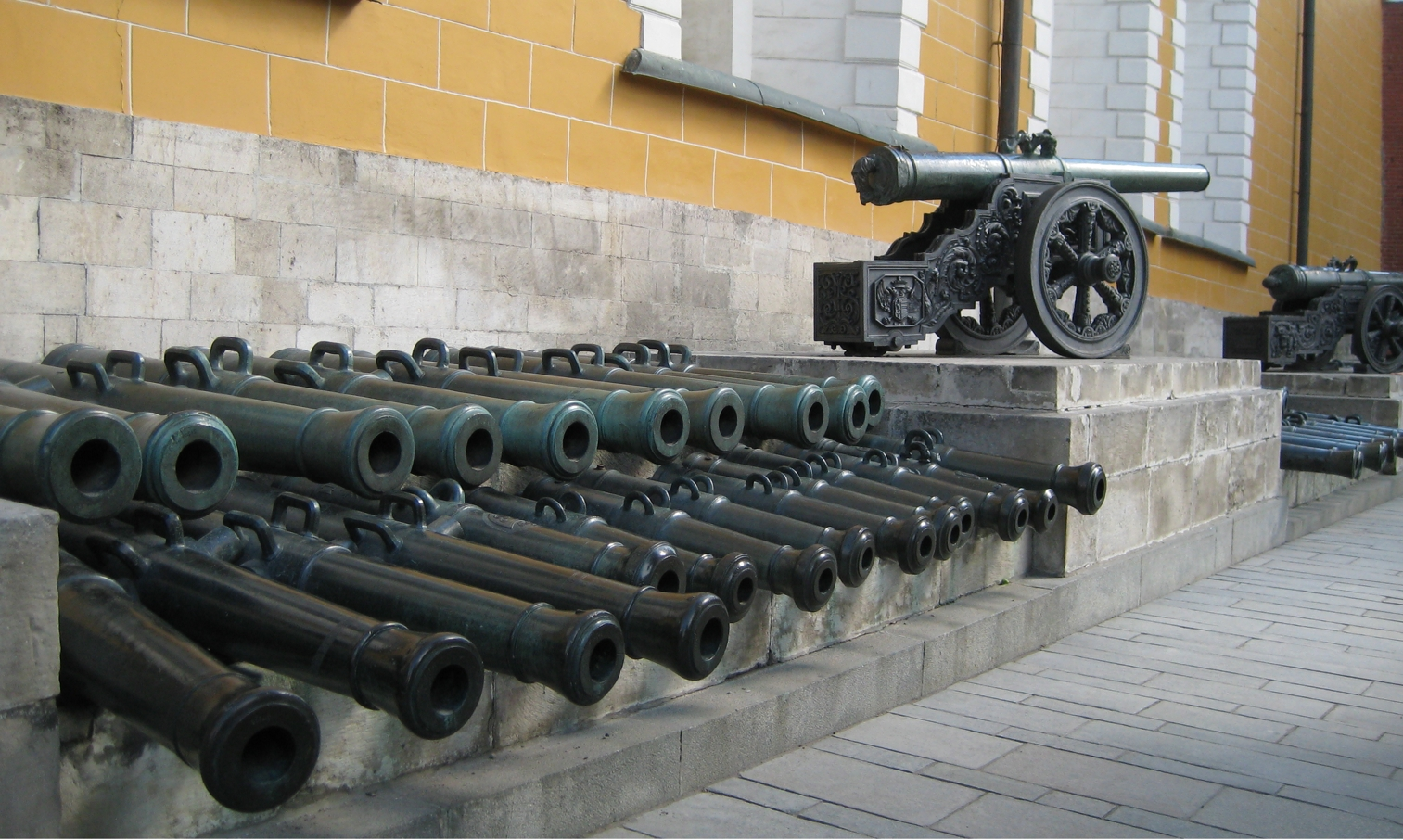
Пушки вдоль стен Арсенала, Московский Кремль

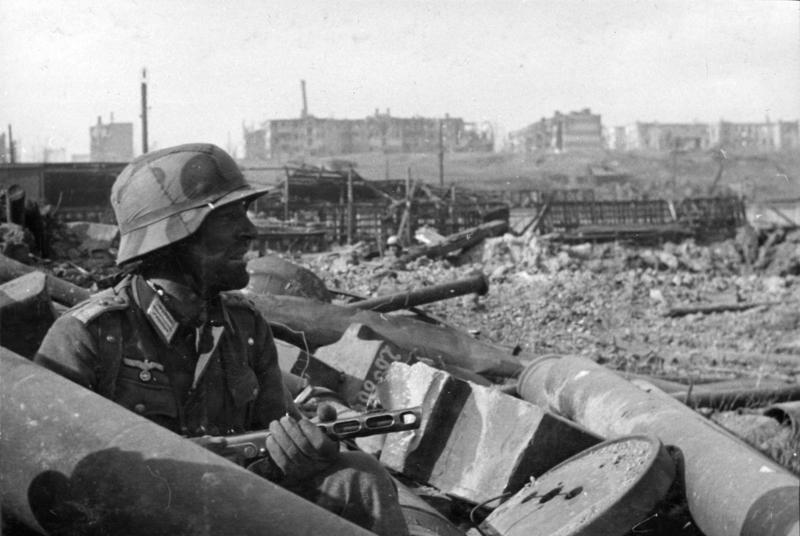
Солдат Вермахта с трофейным пистолет-пулеметом ППШ-41 в укрытии между обломками.
Поздняя осень 1942 года. Сталинград

Первоначально этим словом обозначалось конкретное отбитое оружие, посвященное богу (см. трофей (архитектура)), позже оно приобрело переносное значение военной добычи, а также реституции . Со временем понятия «трофея» перестало относиться только к добытым доспехам противника, распространившись на любые материальные ценности — военную добычу.
Трофеем зачастую становится функционирующее военное имущество противника (оружие, танки, самолёты, автомашины, боеприпасы и др.), которое может использоваться победителем в практических целях.

г) из организации сбора, учёта и эвакуации трофеев, для чего выделяется специальная трофейная команда, которая начинает свою работу, как только наступающие войска овладевают населённым пунктом; с началом атаки трофейная команда располагается в тылу головного полка; о порядке работы трофейной команды должен быть отдан приказ, доведенный до каждого бойца наступающих частей; лицам, не имеющим прямого отношения к трофейным командам, категорически запретить собирать трофеи.— Инструкция командующего 47-й армией по организации и ведению боевых действий за овладение населенными пунктами, 28 декабря 1942 года.
Например, после Второй мировой войны СССР досталась часть немецкого и японского флота (всего СССР получил из Германии 155 боевых кораблей и более 500 вспомогательных судов), и изучение трофейных кораблей способствовало развитию собственной промышленности. В течение войны оружие может пройти переоборудование и быть использованным против своего прежнего владельца.
Нередко трофейное оружие, теряя свою утилитарность или же после победы, не отправляется на свалку или переплавку, а устанавливается в ландшафте, превращаясь в памятник победе: примерами подобных украшений города являются как пушечные жерла XVII—XIX вв., которые с развитием артиллерии устарели и украсили собой как Московский Кремль, так и парижский Дом инвалидов, или же, в XX веке — танки, установленные на постаментах. Выставка захваченного оружия, устроенная победителем, также может стать свидетельством использования противником какого-либо рода вооружения, см. например выставку израильтян трофеев Второй Ливанской войны, захваченных у Хизбаллы.
Другой важный знак победы — армейские символы: захваченные знамёна и штандарты, которые так же выставляются на обозрение.
Особенно знаменитыми трофеями (а также спорными) оказывается имущество, имеющее не только материальную, но и символическую, например, культурную ценность. В этом случае оно обычно бывает захвачено государством-победителем, и данный захват, как правило, имеет под собой какое-либо юридическое обоснование (см. также реституция, репарации), например, оговаривается в мирном договоре, подписанном побеждёнными. В Средневековье желанной добычей становились даже предметы религиозного культа, например, в Италии в период борьбы между городами-коммунами победитель нередко забирал у побежденного города мощи святых и перевозил их к себе.
Кроме того, «трофеями» могут называть награбленное простые солдаты-победители — в частности, мебель, машины, часы, спирт и проч. Захват трофеев-сувениров обычно военным преступлением не считается, хотя случай каждой конкретной войны, а также изданные по этому поводу юридические постановления следует рассматривать особо. См. также Мародёрство.
В конце Великой Отечественной войны советские солдаты присваивали себе и называли трофеями различные бытовые предметы (наручные часы, зажигалки, золингеновские опасные бритвы и прочие), одежду, обувь, которые находили в занятых населённых пунктах Германии, а иногда и отнимали у немецких военнопленных и мирных жителей. 26 декабря 1944 г. был издан приказ народного комиссара обороны СССР № 0409 «Об организации приема и доставки посылок от красноармейцев, сержантов, офицеров и генералов действующих фронтов в тыл страны», который предусматривал, что военнослужащим передовых частей, «хорошо исполняющим службу», в качестве поощрения, с письменного разрешения командования, предоставляется возможность отправлять посылки семьям (одна посылка в месяц, солдату — весом 5 кг, офицеру — 10 кг, генералу — 16 кг). Бесхозное имущество, признанное трофейным, выделялось в специальный «посылочный фонд», откуда выдавались военнослужащим по строго установленной квоте. Постановление ГКО № 9054-С от 23 июня 1945 года «О мероприятиях, связанных с проведением закона о демобилизации старших возрастов личного состава действующей армии» предусматривало «бесплатную выдачу из трофейного имущества в качестве подарков увольняемым по демобилизации красноармейцам, сержантам и офицерам, хорошо исполнявшим службу, некоторых предметов бытового пользования», а также организацию для них продажи за наличный расчет трофейных товаров и предметов широкого потребления.

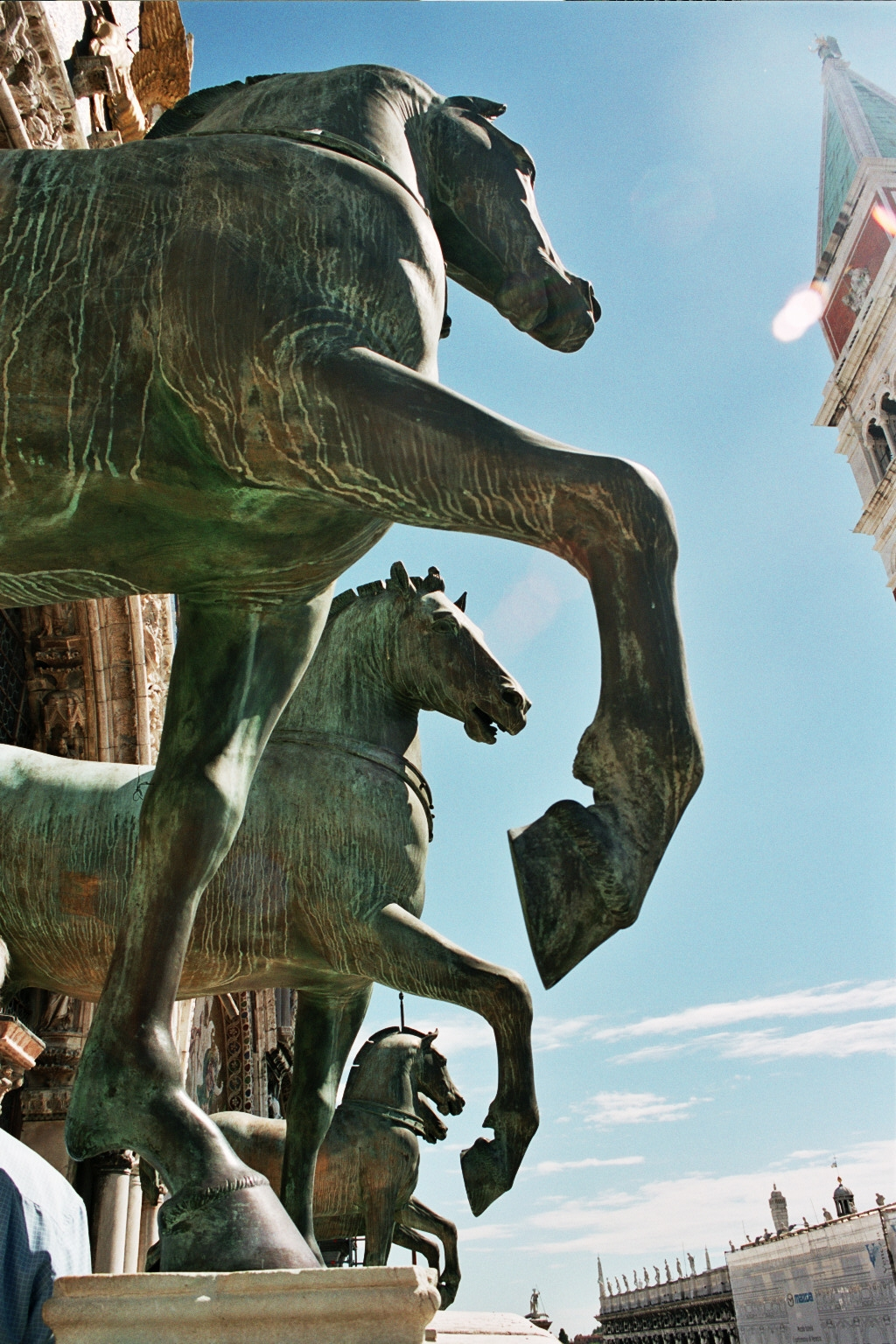
Квадрига святого Марка была создана в IV веке до н. э. в Греции, затем перевезена в Константинополь и установлена на Ипподроме Константина. С XIII века украшает собор Святого Марка в Венеции, став одним из символов города

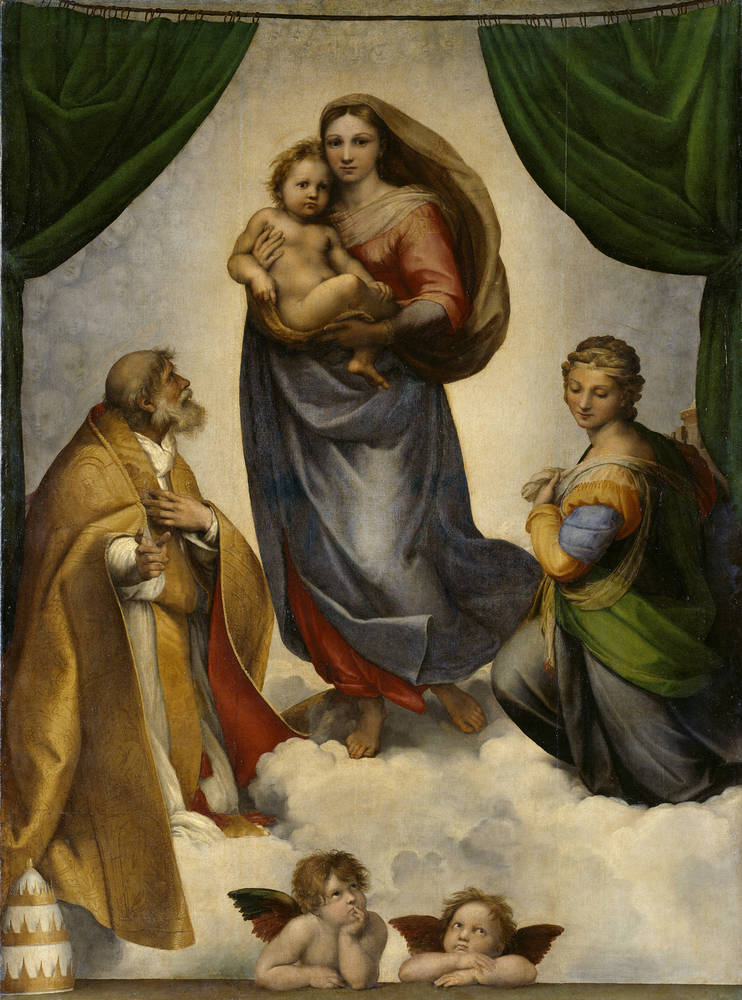
Сикстинская Мадонна была вывезена советскими войсками из Дрезденской галереи, но в 1950-х гг. возвращена в ГДР

### Наиболее известные трофеи
- Византийское искусство, добытое крестоносцами после взятия Константинополя в 1204 г. Некоторые из этих предметов до сих пор можно увидеть в Венеции.
- Произведения искусства, собранные Наполеоном со всей Европы, в первую очередь, Италии для наполнения Лувра и превращения его в главный музей континента. Большая часть возвращена после разгрома Наполеона, что является редким случаем в истории военных трофеев.
- Искусство, реквизированное нацистами — произведения, собранные по всей Европе нацистским правительством для создания Музея Фюрера в его родном г. Линц, для коллекции Геринга и проч.
- Перемещённые культурные ценности («Трофейное искусство») — предметы искусства, увезённые Советским Союзом из Германии после поражения последней во Второй мировой войне.

### Правовой статус
С древности сложились представления о том, что имущество побежденного «по праву войны» принадлежит победителю. Однако военачальники всегда стремились придать разделу добычи централизованный характер. Такие правила зафиксированы, например, в Пятикнижии (Чис. 31) и в Коране (сура 8: «Добыча» или «Военные трофеи»). Если город отдавался на разграбление победившей армии, то только по специальному приказу полководца (множество таких случаев известно в военной истории Древнего Рима). От разграбления город часто откупался путём выплаты контрибуции (особенно обычай распространился в средние века).
Как отмечал французский юрист Эмер де Ваттель в середине XVIII века, к res hostiles  (неприятельскому имуществу) относится всё, что принадлежит враждебной нации, «государству, государю, подданным любого возраста и пола». Неприятель может быть лишен своей собственности и всего того, что «может увеличить его силы и способность к ведению войны».
Вся движимая собственность неприятеля составляет добычу и принадлежит суверену (то есть монарху). Однако суверен может предоставить войскам часть добычи, какую заблаговолит.

В практике большинства наций войскам предоставляется право брать всё, что они могут взять в случаях, когда командующий разрешает захват добычи. Такова добыча, взятая с неприятеля, оставшегося на поле битвы, а также добыча, приобретенная в захваченном лагере, а иногда в городе, взятом штурмом. В различных армиях солдату разрешается сохранить для себя то, что он смог взять у неприятеля, когда находился вне строя или выполнял поручение отдельно.
— Эмер де Ваттель

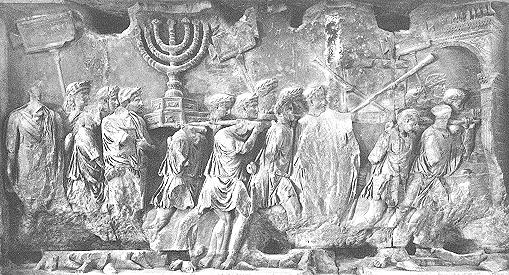
Разграбление римлянами Иерусалима. Рельеф с Арки Тита. На заднем плане видно награбленное солдатами храмовое имущество, в том числе семисвечники

Собственность на движимое имущество принадлежала неприятелю с того момента, как они оказываются в его власти, а на недвижимость в публичной собственности — после мирного договора.
Как отмечал Ф. Ф. Мартенс, неприкосновенность частной собственности впервые была гарантирована лишь Гаагской конвенцией 1899 года о законах и обычаях войны, действующими и ныне с учётом положений Женевских конвенций. Если частное имущество изымается для военных целей, оно переходит лишь на праве пользования и подлежит возврату с возмещением убытков по заключении мира. Иное положение у государственной собственности. Согласно ст. 53 Гаагской конвенции 1899 года (та же ст. 53 в конвенции 1907 года):

Армия, занимающая область, может завладеть только деньгами, фондами и долговыми требованиями, составляющими собственность государства, складами оружия, перевозочными средствами, магазинами и запасами провианта и вообще всей движимой собственностью государства, могущей служить для военных действий.

Такое имущество подвергается конфискации и достается в собственность оккупирующего государства.
В ст. 23 Гаагской конвенции о законах и обычаях войны 1907 года запрещалось захватывать неприятельскую собственность, кроме случаев, когда это настоятельно вызывается военной необходимостью; ст. 28 воспрещает отдавать город на разграбление, ст. 46 и 47 защищают частную собственность.
Согласно ст. 18 действующей Женевской конвенции 1949 года об обращении с военнопленными, в их владении остаются вещи и предметы личного пользования, кроме «оружия, лошадей, воинского снаряжения и военных документов».
Женевская конвенция 1949 года о защите гражданского населения в ст. 33 подтверждает защиту имущества гражданских лиц. Ст. 55 указывает, что допускается реквизиция съестных припасов, санитарных материалов и других предметов, необходимых для оккупационных войск и нужд гражданского населения, и реквизиция должна быть справедливо возмещена.

## Изображения в искусстве
- Трофей (архитектура)